# السعودية في الألعاب الأولمبية الصيفية 1972
نافست السعودية في دورة الألعاب الأولمبية لأول مرة في دورة الألعاب الأولمبية الصيفية 1972 في ميونيخ، ألمانيا الغربية.

## لمحة تاريخية
كان أول ظهور لرياضة المملكة العربية السعودية في الدورات الأولمبية بمدينة ميونخ الألمانية عام 1972م، وهي المشاركة الأولى فعلياً بفريق رياضي. اقتصرت مشاركة السعودية في أولمبياد المكسيك 1968م بوفد إداري فقط، كما شاركت السعودية في أولمبياد مونتريال 1976م بعدد قليل من اللاعبين، وانسحبت من أولمبياد موسكو 1980م مع عدد من البلدان المنسحبة من الدورة احتجاجاً على الغزو السوفييتي لأفغانستان.

## النتائج والأحداث
ألعاب القوى:
100 متر للرجال
- منصور الجعيد

- بزمن قدره 11.23 ثانية (→ لم يتأهل)

400 متر للرجال
- محمد جمان الدوسري

- بزمن قدره 49.67 ثانية (→ لم يتأهل)

1500 متر للرجال
- ناصر الصفرا

- بزمن قدره 4:14.5 (→ لم يتأهل)

5000 متر للرجال
- عبد الله المبروك

- بزمن قدره 13:51.0 (→ لم يتأهل)

سباق التتابع 4 رجال في 100 متر
- محمد جمان الدوسري، منصور الجعيد، بلال سعد العزما، سعيد خليل الدوسري

- بزمن قدره 43.35 ثانية (→ لم يتأهلوا)